# رودلفو میچلی
رودلفو می‌چلی (اسپانیایی: Rodolfo Micheli‎؛ زادهٔ ۲۴ آوریل ۱۹۳۰) بازیکن فوتبال اهل آرژانتین است.

## باشگاهی
از باشگاه‌هایی که در آن بازی کرده‌است می‌توان به باشگاه فوتبال اتلتیکو هوراکان، باشگاه اتلتیکو ایندپندینته و باشگاه فوتبال ریور پلاته اشاره کرد.

## تیم ملی
وی همچنین در تیم ملی فوتبال آرژانتین بازی کرده‌است.